# Victimele novei
Victimele novei (1989) (titlu original Victims of the Nova) este o ediție omnibus cuprinzând trei romane scrise de John Brunner, aparținând seriei Planetele exilaților de pe Zarathustra.

## Conținut
- Polymathul (Polymath) (1974)
- Răzbunătorii din Carrig (The Avengers of Carrig) (1969)
- Depanatorii de pe Cyclops (The Repairmen of Caclops) (1965)

### Polymathul
O primă variantă a romanului a fost publicată în 1963 cu titlul Castaway's World. În 1974, Brunner a extins romanul și l-a republicat cu titlul prezent în ediția omnibus.
În urma unei catastrofe cosmice, planeta Zarathustra a fost distrusă. Cei care au reușit să o părăsească la timp au plecat spre planetele din apropiere, punând bazele unor noi lumi. Una dintre navele cu refugiați aterizează pe o planetă necartografiată. Acolo, supraviețuitorii trebuie să facă față situației lor precare: nava e pierdută și puține lucruri au putut fi salvate de pe ea. Totul depinde acum de un tânăr strălucitor aflat printre ei din întâmplare: un "polymath", adică o persoană specializată în colonizarea planetelor. Dar, deși competențele sale implică studierea tuturor aspectelor necesare înființării unei colonii de succes, el se află în fața unor probleme majore: nu numai că pregătirea sa nu este completă, dar ea se referă la colonizarea unui tip de planetă complet diferit.
În timp, coloniștii află că a mai aterizat o navă pe planetă, în jungla din zona muntoasă. Polymathul reușește să pună bazele coloniei, dar pregătirea sa îl obligă să se ocupe și de supraviețuitorii celeilalte nave. Dar aceștia se află sub conducerea unui căpitan despotic, dornic să revină în spațiu cu orice preț, chiar sacrificând colonia ale cărei baze le pusese polymathul.

### Răzbunătorii din Carrig
Inițial, romanul a apărut în 1962 cu titlul Secret Agent of Terra. În 1969, Brunner a revizuit și extins romanul, republicându-l sub numele prezent și în ediția omnibus.
Au trecut multe sute de ani de la coborârea primelor două nave. Generațiile au trecut, noi așezări și ținuturi apărând pe suprafața planetei într-o societate care amintește de perioada medievală. Guvernul pământean monitorizează de pe orbită această lume, astfel încât să o protejeze de influența interstelară pentru ca ea să poată re-descoperi progresele științifice de una singură. Dar pe planetă se infiltrează periodic pirați care caută lumi înapoiate de pe care să recruteze sclavi pentru exploatarea materialului nuclear, folosind arme energetice necunoscute localnicilor și aducând la putere regimuri tiranice.
O tânără pe nume Maddalena primește misiunea de a coborî pe planetă ca spion, pentru a ajuta guvernul pământean să elimine influența nefastă. Înainte de aterizare, nava ei este doborâtă de pirați, fata găsindu-și adăpost într-un refugiu din nordul înghețat. Aici îl cunoaște pe Saikmar, campionul înfrânt și demoralizat al clanului care ar fi avut cele mai mari șanse să câștige un concurs local de vânătoare, dacă nu ar fi apărut pirații cu armele lor energetice. De la Sakimar, ea află secrete surprinzătoare legate de ființele vânate în cadrul concursului și pune bazele unei alianțe cu tânărul pentru a-i răsturna pe uzurpatori, orchestrând o revoltă populară.

### Depanatorii de pe Cyclops
Cyclops este o lume ai cărei locuitori fură material nuclear de pe lumi rezultate în urma exodului de pe Zarathustra (un exemplu este cel prezentat în romanul Răzbunătorii din Carrig). Actuala conducătoare a planetei, Alura Quisp, susține politica intervenției pe aceste planete, pentru a le aduce populația la nivelul civilizației galactice.
Pe Cyclops se află și un corp al patrulei galactice, care descoperă accidental că un unii posedă  membre și organe care nu conțin materialul lor genetic. În mijlocul acestei patrule se află și Maddalena Santos, cea care ajutase în trecut la răsturnarea piraților din Carrig, care este încântată să dezlege misterul acestei șarade. Curând, ea descoperă că un doctor local își "repară" pacienții folosind părți luate de la oamenii răpiți de pe planete exilaților de pe Zarathustra. Încercarea patrulei de a opri această practică se lovește de dorința Alurei Quisp de a căpăta un corp mai tânăr și de încercarea ei de a lua decizii extreme pentru a limita puterile patrulei.